# Chauncey, Ohio
Chauncey là một làng thuộc quận Athens, tiểu bang Ohio, Hoa Kỳ. Năm 2010, dân số của làng này là 1049 người.

## Dân số
- Dân số năm 2000: 1067 người.
- Dân số năm 2010: 1049 người.